# Manresa State Beach
Manresa State Beach (en català, Platja estatal de Manresa) és una platja protegida per l'estat a la badia de Monterey, prop de Watsonville, al comtat de Santa Cruz, Califòrnia.
És gestionat pel Departament de Parcs i Recreació de Califòrnia (California Departament of Parks and Recreation). El lloc de 56 ha va ser establert com un parc estatal de Califòrnia el 1948.
Manresa State Beach acull el programa de socorrisme aquàtic juvenil que dur a terme dues sessions cada estiu, impartint socorrisme, fitness i seguretat a l'aigua als joves del comtat de Santa Cruz. Molts surfistes locals van ser socorristes d'aquest programa.
Al sud de la platja estatal de Manresa es troba Sunset State Beach.